# Combera paradoxa
Combera paradoxa là loài thực vật có hoa trong họ Cà. Loài này được Sandwith mô tả khoa học đầu tiên năm 1936.